# Natuurreservaat Holsterörarna
Het Natuurreservaat Holsterörarna is een Zweeds natuurreservaat binnen de Kalix-archipel in het noorden van de Botnische Golf. Het reservaat bestaat uit vier eilanden en een soort schiereiland. De eilanden zijn Västerst Holsterören, Mitti Holsterören en twee naamloze eilandjes; het schiereiland is genaamd Landerst Holsterören (4,5 hectare groot), dat vastzit aan Bergön. Het gehele reservaat is gelegen tussen het Zweedse vasteland en het eiland Bergön aan de zuidkant van de Siknäsfjord en bestrijkt 142 hectare waarvan ongeveer 21 hectare land.
Het maakt deel uit van Natura 2000.